# 叙朗
叙朗（法語：Sullens）是瑞士联邦西部法语区的沃州下设的一个镇。在行政上属于沃州格罗区管辖。叙朗的总面积为3.92平方公里。截至2010年底，总人口为854。